# Nada será como antes
Nada será como antes es una serie de televisión brasileña producida y exhibida por la Red Globo entre el 27 de septiembre y el 20 de diciembre de 2016, en 12 episodios.
Creada por Guel Arraes y Jorge Furtado, es escrita por los propios con João Falcão, teniendo dirección general de Luisa Lima, dirección de Isabella Teixeira, dirección de fotografía de Walter Carvalho y dirección artística de José Luiz Villamarim.
Cuenta con Débora Falabella, Murilo Benício, Fabrício Boliveira, Cássia Kiss, Osmar Prado, Virginia Cavendish, Greta Antoine, Jesuíta Barbosa, Bruno García, Alejandro Claveaux, Igor Angelkorte, Daniel de Olivo, Letícia Colin y Bruna Marquezine en los papeles principales.

## Producción
Con producción de textos iniciada en 2014, la producción estaba prevista para ser grabada y exhibida en 2015, pero acabó engavetada aún en 2014. El año siguiente, la producción es retomada con el anuncio de José Luiz Villamarim como director del proyecto, hasta entonces nominado El País del Futuro. En 2015, ocurre el cambio del título para Nada Será Como Antes. La serie contó con consultoría de Yelmo Francfort y de la Pro-TELE,ya que la emisora es una de las patronas del museo.
En Río de Janeiro fueron grabadas escenas en el Palacio Tiradentes, Urca, Flamengo, Copacabana y en el municipio de Vassouras.

### Cambio en el elenco
En 2014 Vladimir Brichta fue reservado y confirmado como protagonista al lado de Débora Falabella, pero después del cierre de Tapas & Besos en 2015, desistió del proyecto para descansar la imagen en la TELE y dedicarse al cine. Con la salida de Brichta del elenco, Murilo Benício asumió el papel.
Sophie Charlotte interpretaría Beatriz y haría par romántico con su marido, Daniel de Olivo, sin embargo su embarazo a quitó de la producción, siendo sustituida por Bruna Marquezine. Mateus Solano y Lázaro Ramos fueron cotizados para integrar la serie, pero compromissados con la telenovela Libertad, Libertad y la serie Mister Brau, respectivamente, impidieron la participación de ambos. Chay Suede también fue cotizado para el proyecto, pero la agenda llena lo impidió.

## Enredo
Ambientada en la década de 1950, la trama acompaña la creación ficticia de la primera emisora de televisión brasileña. Impulsado por la popularización de la radio, el emprendedor Saulo se junta al amigo Otaviano para inaugurar la TELE Guanabara. Hijo del magnate Pompeu, hombre envuelto con la política, Otaviano se envuelve con la dançarina Beatriz, que viene a ser una actriz de éxito en la emisora fundada. Beatriz se envuelve también con Júlia, hermana de Otaviano, que cuida de los negocios de la familia y está prometida de Vitor, sin saber que la joven planea vengarse de Pompeu, asesino de su madre.

## Elenco
| Actor/Actriz       | Personaje                |
| ------------------ | ------------------------ |
| Murilo Benício     | Saulo Ribeiro            |
| Débora Falabella   | Verônica Maia            |
| Bruna Marquezine   | Beatriz de Santos        |
| Letícia Colin      | Júlia Azevedo Queiróz    |
| Daniel de Olivo    | Otaviano Azevedo Queiróz |
| Fabrício Boliveira | Péricles Gonçalves       |
| Bruno García       | Aristides                |
| Alejandro Claveaux | Rodolfo del Valle        |
| Cássia Kiss        | Odete de Santos          |
| Osmar Prado        | Pompeu Azevedo Queiróz   |
| Igor Angelkorte    | Vitor                    |
| Jesuíta Barbosa    | Davi                     |
| Virginia Cavendish | Carmem                   |
| Greta Antoine      | Laura                    |
| Daniel Boaventura  | Carvalho Roca            |
| Susana Ribeiro     | Hilda (Maria de Lourdes) |
| Rita Elmôr         | Marta                    |
| Cassiano Ricardo   | Dr. Silveira             |
| Edimílson Barros   | Armando                  |
| Isabela Dragón     | Nicinha                  |
| Antônio Fábio      | Ernesto                  |
| Bernardo Berruzeo  | Thiago                   |
| Ivan Vellame       | Cajá                     |
| Camilo Lelis       | Oreja                    |
| Altair Rodrigues   | Ary Coutinho             |
| Jeadson Bahía      | Tennessee                |
| Gabi Costa         | Miriam                   |
| Dani Antunes       | Daisy                    |
| Eduardo Salles     | Clóvis                   |
| Iza                | Cantante                 |

## Trilha Sonora
La serie cuenta con las siguientes canciones:
- "Try A Little Tenderness", Cássia Eller (Apertura)
- "Sólo Loco", Dorival Caymmi
- "Sólo Loco" (Segunda Versión), Gal Costa
- "Banda de Baile", Marcos Romero
- "Baby I'm La Fool", Melody Gardot
- "Chicago", Steve Marvim
- "Fly Me Te lo The Moon", Eduardo Queiroz y Isabela Lima
- "Little Girl Blue", Diana Krall
- "Litle Girl Blue" (Segunda Versión), Laura Mvula
- "Quizás Quizás", Maysa
- "Swanee River", Dick Farney
- "Toda Vez Que Yo Digo Adiós" (Ev'y Equipo We Say Goodbye) Elenco

## Repercusión

### Recepción de la crítica
Escribiendo su crítica para el Recreo Brasil, Santos dijo que "Nada Será Como Antes se destaca a causa de personajes, historia y aspectos de época, pero no empolga." Caigo Coletti del Observatorio del Cine dijo que a Globo hizo una apuesta segura, sin embargo en un "melodrama batido".

### Acusación de plágio
Días antes de la estrena, la emisora fue acusada de plagiar la pieza Caros Amigos, que tenía cómo enredo la historia de las radionovelas y de la televisión, un romance del jefe con la mocinha, un vilão que interfiere en la marcha de la trama y un actor que pierde espacio en la TELE por su imagen no quedar con su voz. La Red Globo negó que hubiera plágio, y sí una mera coincidencia.

### Fuga
En 3 de octubre de 2016 vació un vídeo con una escena de la producción donde aparece Bruna Marquezine desnuda con Daniel de Olivo. El día siguiente, la Red Globo pidió que el vídeo fuera retirado de algunos websites y notificó que iría a tomar medidas judicias para punir los responsables. Este tipo de "fuga" fue apuntada como una estrategia de marketing para promover la minissérie. Aun así el episodio exhibido después de la polémica registró caída en la audiencia.